# برآفتاب سادات
برآفتاب سادات، روستایی در دهستان شیوند بخش قارون شهرستان دزپارت در استان خوزستان ایران است.

## جمعیت
بر پایه سرشماری عمومی نفوس و مسکن در سال ۱۳۹۵، جمعیت این روستا برابر با ۲۸۳ نفر (۵۵ خانوار) بوده است.